# Sojuz T-8
Sojuz T-8 – radziecka załogowa misja kosmiczna, której celem było połączenie ze stacją Salut 7.
Kapsuła nie zdołała połączyć się ze stacją na skutek problemów z systemem automatycznego dokowania. Była to pierwsza nieudana próba dokowania ze stacją kosmiczną od czasu misji Sojuz 33 w 1979 r. (i jak dotychczas, ostatnia). Odłączająca się osłona startowa kapsuły zerwała maszt anteny systemu dokowania. Załoga była przekonana, że maszt nie został oderwany, a jedynie nie zablokował się na prawidłowej pozycji. Kosmonauci próbowali wykorzystać silniki manewrowe statku do rozkołysania masztu i zablokowania go na właściwej pozycji. Próby dokowania zużyły większość paliwa. Misję przerwano i kosmonauci bez problemów powrócili na Ziemię.